# Massimiliano Catena
Massimiliano Catena (Roma, 1º gennaio 1969 – Tarsia, 1º ottobre 1992) è stato un calciatore italiano, di ruolo centrocampista.

## Carriera

### Club

#### Torino e Reggiana
Cresciuto calcisticamente nel Torino, esordisce con i granata in Serie A il 6 novembre 1988 in un match casalingo contro il Cesena (2-0). Al termine della stagione Catena, pur essendo esordiente, riesce a totalizzare 16 presenze, ma il Torino non riesce a salvarsi retrocedendo in Serie B.
La stagione successiva viene ceduto in prestito alla Reggiana, neopromossa in Serie B. Con la squadra di Pippo Marchioro sfiora la promozione in A.

#### Cosenza
All'inizio della stagione 1990-91 viene acquistato dal Cosenza, allora militante in Serie B: nella sua prima stagione in Calabria gioca 34 partite (compresa la gara spareggio contro la Salernitana) e realizza un gol (contro il Pescara).
Nella stagione successiva, con Edy Reja in panchina, totalizza 34 presenze in un campionato in cui il Cosenza sfiora la promozione nella massima serie, perdendola nell'ultima giornata a Lecce. Nonostante le richieste sul mercato, Catena viene riconfermato anche per la stagione 1992-93 dove gioca le prime 4 gare di campionato. La sua ultima partita, Cosenza-Ternana del 27 settembre 1992, lo ha visto protagonista indiscusso: il Cosenza, sotto di un gol, riesce a pareggiare a 10 minuti dalla fine grazie alla sua rete, realizzata con tiro da fuori area. In quell'occasione, il giovane centrocampista rossoblù attraversò di corsa tutto il rettangolo di gioco per festeggiare e raccogliere l'abbraccio dei suoi tifosi come in un drammatico addio: dopo quella partita, infatti, parte in licenza per andare a trovare il padre Monaldo, malato di tumore, ma non farà più ritorno.
Muore tragicamente quattro giorni dopo, all'età di 23 anni, a causa di un incidente stradale in prossimità dello svincolo autostradale di Tarsia Nord, a pochi chilometri da Cosenza, con la sua auto andata a schiantarsi contro un guard rail. La Curva Nord dello Stadio San Vito di Cosenza è stata intitolata a lui.
In carriera ha totalizzato complessivamente 16 presenze in Serie A, e 107 presenze e 2 reti in Serie B.

### Nazionale
Viene convocato per la partita del 26 aprile 1989 contro la Svizzera dal commissario tecnico dell'under 21, Cesare Maldini, ma non viene utilizzato nel corso della partita.

## Presenze e reti nei club
| Stagione        | Squadra         | Campionato      | Campionato | Campionato | Coppe nazionali | Coppe nazionali | Coppe nazionali | Coppe continentali | Coppe continentali | Coppe continentali | Altre coppe | Altre coppe | Altre coppe | Totale | Totale |
| Stagione        | Squadra         | Comp            | Pres       | Reti       | Comp            | Pres            | Reti            | Comp               | Pres               | Reti               | Comp        | Pres        | Reti        | Pres   | Reti   |
| --------------- | --------------- | --------------- | ---------- | ---------- | --------------- | --------------- | --------------- | ------------------ | ------------------ | ------------------ | ----------- | ----------- | ----------- | ------ | ------ |
| 1988-1989       | Torino          | A               | 16         | 0          | CI              | 3               | 0               | -                  | -                  | -                  | -           | -           | -           | 19     | 0      |
| 1989-1990       | Reggiana        | B               | 36         | 0          | CI              | 1               | 0               | -                  | -                  | -                  | -           | -           | -           | 37     | 0      |
| 1990-1991       | Cosenza         | B               | 33+1       | 1          | CI              | 4               | 0               | -                  | -                  | -                  | -           | -           | -           | 38     | 1      |
| 1991-1992       | Cosenza         | B               | 34         | 0          | CI              | 1               | 0               | -                  | -                  | -                  | -           | -           | -           | 35     | 0      |
| 1992-1993       | Cosenza         | B               | 4          | 1          | CI              | 1               | 0               | -                  | -                  | -                  | -           | -           | -           | 5      | 1      |
| Totale Cosenza  | Totale Cosenza  | Totale Cosenza  | 71+1       | 2          |                 | 6               | 0               |                    | -                  | -                  |             | -           | -           | 80     | 2      |
| Totale carriera | Totale carriera | Totale carriera | 123+1      | 2          |                 | 10              | 0               |                    | -                  | -                  |             | -           | -           | 134    | 2      |

## Palmarès

### Club
- Campionato Primavera: 1

Torino: 1987-1988
- Torneo di Viareggio: 1

Torino: 1987